# 黄石港街道
黄石港街道，是中华人民共和国湖北省黃石市黄石港区下辖的一个乡镇级行政单位。

## 行政区划
黄石港街道下辖以下地区：
新街社区、沿江街社区、新闸社区、大桥社区、延安路社区、纺织社区、青山湖社区、公园社区、黄印村社区和延安岭社区。